# SMILING 〜THE VIDEO COLLECTION〜
『SMILING 〜THE VIDEO COLLECTION〜』（スマイリング ザ・ビデオ・コレクション）は、槇原敬之4作目の映像作品。1997年6月25日にワーナーミュージック・ジャパンからリリース。

## 概要
1997年5月10日発売、ミリオンセラーとなった初のベスト・アルバム『SMILING 〜THE BEST OF NORIYUKI MAKIHARA〜』収録でミュージック・ビデオが制作されたシングル曲を9曲収録した。

## 再発盤
収録曲全曲は本作発売から5年後の2002年1月23日に発売されたミュージック・ビデオ集、『NORIYUKI MAKIHARA VIDEO CLIP COLLECTION 1990-2001』にて初DVD化。当DVDは「まだ生きてるよ」、第2期ワーナー時代の2曲、ボーナス映像3曲を追加している。

## 収録曲
作詞・作曲・編曲　槇原敬之
1. どうしようもない僕に天使が降りてきた
2. SPY
3. 彼女の恋人
4. No.1
5. 冬がはじまるよ
6. 北風 〜君にとどきますように〜
7. もう恋なんてしない
8. どんなときも。
9. COWBOY